# Mesechites acutisepalus
Mesechites acutisepalus är en oleanderväxtart som beskrevs av Joseph Vincent Monachino. Mesechites acutisepalus ingår i släktet Mesechites och familjen oleanderväxter. Inga underarter finns listade i Catalogue of Life.